# Villedieu-les-Poêles
Villedieu-les-Poêles er en kommune i Manche-departmentet i Normandie-regionen i det nordvestlige Frankrig.
Indbyggerne kaldes Sourdins efter det franske ord sourd, der betyder døv. Hovedparten af de som var beskæftiget med fremstilling af kobberpander, hvilket involverede uophørlig hamren, blev døve.

## Økonomi
Byen er traditionelt et centrum for metalarbejde især messing og kobber pander og fade, hvoraf poêles i navnet har sin oprindelse. Byen er også kendt for sin håndværksmæssige fremstilling af store kirkeklokker, som blev påbegyndt af immigranter fra Lorraine omkring 1780.
Udover metalvirksomhed omfatter de aktuelle industrier et slagtehus og en ostefabrik. Turisme spiller en stor rolle i den lokale økonomi. Villedieu leverer serviceydelser til oplandet, såsom hispital og plejehjem.

## Historie
Villedieu har sit navn fra Johanniterordenen. Henrik 1. af England og Normandiet overlod Villedieu til ordenen i det 12. århundrede. Lave skatter og god ledelse tiltrak folk til stedet. Avanceret kobbersmedeteknologi blev formentlig hentet fra Mellemøsten af johanitterne. I begyndelsen af det 14. århundrede blev kobbersmedelauget i Villedieu officielt anerkendt af de franske konger.
I årene efter den Franske revolution i slutningen af det 18. århundrede var indbyggerne i Villedieu stærke støtter af revolutionen i modsætning til de fleste mennesker i det omliggende område. En vigtig årsag til deres støtte var at revolutionen afskaffede toldafgifterne mellem de franske regioner. Før revolutionen var der højere told på kobberpander eksporteret fra Villedieu til Bretagne 50 km borte end importtolden på kobberpander fra Portugal. Efter at have tabt et slag mod monarkistiske tropper undslap mændene fra Villedieu ved at deres koner kastede sten, blomstervaser og kammerpotter ned fra vinduerne på 2. sal mod de forfølgende monarkister. Lederen af de monarkistiske tropper var klar til at bombardere Villedieu og sætte ild til den. En delegation af kvinder forhandlede med ham: indbyggerne fik en kort frist til at skjule deres værdigenstande og derpå plyndrede monarkisterne byen for mad og klæder.
Da tyskerne under 2. Verdenskrig trak sig tilbage fra Villedieu i 1944 efterlod de en snigskytte som skød nogle af de første amerikanske soldater, der gik ind i Villedieu, inden han blev neutraliseret. Den amerikanske kommanderende skulle til at rekvirere flystøtte, da borgmesteren nærmede sig og fortalte, at der ikke var tyskere tilbage i Villedieu og tilbød at køre gennem byen på forsædet af en jeep. Villedieu var således en af de få byer i regionen, som undgik større ødelæggelser.
- Wikimedia Commons har flere filer relateret til Villedieu-les-Poêles